# Guasto Veneziano
Il Guasto è un'area di un miglio veneziano (circa 1,7 km) calcolata a partire dal perimetro delle mura di Padova entro la quale vennero distrutti edifici e coltivazioni. 

## Il Guasto
Il Guasto, conosciuto anche come deserto o spianata, fu realizzato a partire dal 1509 e venne completato attorno al 1540 come parte della costruzione delle nuove mura di Padova. Dentro il Guasto furono sistematicamente distrutti tutti gli edifici, le coltivazioni e le essenze arboree per evitare che un eventuale assediante trovasse riparo dalle artiglierie poste sui nuovi bastioni. Alla decisione presa dalla Serenissima Repubblica di Venezia si aggiunse il divieto di costruzione, rimasto attivo fino alla prima metà del XVIII secolo.  

### La Gran Carta del Padovano (1780)
La Carta trasmette la memoria del Guasto attraverso la rappresentazione dei cippi che ne indicavano i limiti, i "Termini della Spianata", e dei "Capitelli del Guasto", che ricordavano l'evento. 

### Secondo Rilievo Militare dell'Impero Asburgico (1825-1866)
Nel Secondo Rilievo Militare dell'Impero Asburgico (1825-1866), nel perimetro attorno alla città di Padova, è possibile vedere la scarsa presenza di edifici, il cimitero, la ferrovia e la stazione dei treni. Al momento della realizzazione della carta il valore militare dell'opera era venuto meno già da tempo, ma comunque rimaneva forte il suo ricordo nei diciotto toponimi "Guasto", "Guasta" e "Guasti".
Oggi ne resta traccia nella via Guasti, che costeggia il parco dei Salici in zona Guizza.